# スーパーJチャンネルABA
『スーパーJチャンネルABA』（スーパージェイチャンネルエービーエー）は、青森朝日放送で1997年3月31日から2023年3月31日まで放送されていた夕方のローカルニュース番組である。

## 概要
他局のローカルニュース番組と比べ、ニュース以外のコーナーも多く、情報番組としての顔も併せ持つ。特にANN東北6局共同制作のコーナー（東北湯けむり紀行・東北なべめぐり）や、県内のラーメン店を紹介するコーナーなどを設けている。テレビ朝日発『スーパーJチャンネル』の特集コーナー「暮らしの達人」〔関東ローカルで放送されたもの〕を放送した時もある。
2000年10月2日から2003年3月28日まで、枠内コンプレックスとして『アルベナ情報局』を17:40 - 17:54に編成していた。その後同番組は、毎週金曜日の情報番組『シューマッツ』に発展。2003年3月31日から2005年3月まで17:00 - 19:00に放送していたが、17:54からの全国ニュースを除いてほとんどローカルニュースの時間を設けていなかった。2005年4月1日から2006年3月31日まで金曜日は『スーパーJチャンネルaba friday』（略称「JF」）として、週末情報を中心に放送していた。
2015年春改編で『ATVニュースワイド』（青森テレビ）が終了したため、現在放送中の在青テレビ局の夕方ローカルニュース番組としては、『RABニュースレーダー』（青森放送・1970年開始）に次いで、放送期間が2番目に長くなった。
前番組『ABAステーション』と同様に、オープニング曲はキー局テレビ朝日の『スーパーJチャンネル』と同じものを使用している(ただしすべての時期で使用していた訳ではなく、別の曲を使用していた時期もあった)。
2025年3月31日より平日夕方のローカルニュース枠が『スーパーJチャンネルあおもり』となるため、ABAでは2年ぶりに『スーパーJチャンネル』を冠した番組タイトルが復活する。

## 放送時間
月曜 - 金曜
- 18:15 - 19:00（月曜 - 木曜）、18:15 - 18:50（金曜）
  - 2012年3月9日までは18:17開始だった。
  - 番組が開始した当初は17:57開始（テレビ朝日制作パートの17時台は1999年の春改変まで未ネット）で、18:00まで県内3市（青森・八戸・弘前）の短い天カメリレーと全国ニュース・県内ニュースの主な項目を伝えていた。また、金曜のみ17:30から開始した時期もあった。
  - 地上デジタル放送のEPGでは、月曜から木曜までは16:50、金曜は15:50（2010年10月1日までは17:00、2013年9月27日までは16:54、2015年3月までは16:53）からの全国ニュースの時間を含めて「スーパーJチャンネルaba」としている。
  - 2020年4月27日から5月6日まで、新型コロナウイルス感染防止対策で、番組休止し、18時15分以降も、テレビ朝日と同じ内容（Jチャンの関東ローカル枠）をそのまま放送していた。

土曜 - 日曜
- 『ANNスーパーJチャンネル』（17:30 - 17:55）の中で17:49.45 - 17:51.52に県内ニュースを放送。
  - 2008年10月からは17:55 - 18:00の『お天気パレット』終了に伴い、県内の天気予報も放送。そのため、17:49頃から放送される全国の天気予報はネットされなくなった。2011年に青森県内の天気予報が17:55 - 18:00に『ABA天気』として独立番組となり、全国の天気予報のネットを再開したのち、テレビ朝日での編成の変更により再びローカルニュースのあとに続けて天気予報を伝える構成に変わった。

年末年始
- 『ANNスーパーJチャンネル』（原則18:00 - 18:30）の中で18:23頃から県内ニュースと天気予報を放送。また、ビッグスポーツイベントなどの中継などによっては放送時間が短縮となる。『スーパーJチャンネル年末スペシャル』のときはローカルニュースを入れずにテレビ朝日のローカルパートを含め完全ネットするようになった。

## 出演者

### 現在
キャスター
- 坂本佳子＆中井友紀
- 木邨将太＆稲葉千秋
以上の組み合わせで隔週 ※出演者の都合等で異なる場合もある。

天気予報
- 服部未佳（月・火）
- 澤田愛美（水・木）
- 中村かさね（金）

その他
- 藤原祐輝

### 過去
- 荒井千里（天気・ラーメン企画などを担当）
- 石井江奈（初代キャスター）
- 大川原儀明
- 川井綾子
- 小林季樹（記者）
- 坂口千夏
- 泉山まどか（記者、旧姓：桜田）
- 木村慎吾（ラーメン企画などを担当）
- 佐々木正洋
- 下田武史
- 竹中知華
- 千田哲史（記者）
- 畑山隆則（元プロボクサー スポーツキャスターとして登場）
- 波多野里奈
- 藤田亜希子
- 藤元由紀（天気予報担当）
- 増田明美
- 柳瀬若菜
- 吉葉和義（気象予報士・アップルウェザー所属、「ツキイチおてんき〜わ〜ど」に出演）
- 鈴木理香子
- 藤岡勇貴
- 対馬孝之
- 落合由佳
- 石塚絵里子（天気予報担当（気象予報士）、取材やコーナーナレーションも担当）

## 特集・コーナー

### 最終回時点
- J SPORTS（月曜） - 主にBリーグ「青森ワッツ」の試合結果を伝える。
- 東北湯けむり紀行（主に火曜。金曜に放送の時あり） - ANN東北6局共同企画
- 水トク！（水曜） - 記者取材によるニュース特集
- 青森ラーメン大百科（隔週木曜⇒火曜） - 2015年8月20日から2023年3月21日（全213回）
  - あおもりラーメン大百科（2006年4月 - 2009年9月）
  - 俺のら〜めんダイヒャッカ／乙女ん（2010年6月 - 2015年5月）
- ぶらり！民鉄の旅（金曜隔週） - 木邨将太がリポート
- teshigoto（金曜不定期） - 坂本佳子がリポート
- われら青森賢民 - 不定期放送（2016年 - ）
- 今週の顔[注 1]（金曜） - エンディングに放送
- ソラをライブ[1] - 基本的に毎日の天気コーナー内で実施。
  - 上記コーナーの一部は、『ハレのちあした』に引き継ぐコーナーもある（「ラーメン大百科」→「ハレのちらぁ麺」など）。

### 過去
- ツキイチおてん・きーわーど - 毎月金曜最終週
- 発見！あの町この村 - 主に火曜隔週
- あおもり昔語り - 主に木曜隔週
- Rikako's Number → 鈴スポ！ - 不定期
- 給食コレクション - 不定期
- 人生満喫倶楽部 - 不定期
- 旬カレ！ - 月1回
- 週末ナビ - 金曜

### ABA歴代情報ワイド番組
- アルベナ情報局
- シューマッツ
- ワンポチッ
- ニジドキ!
- 夢はここから生放送 ハッピィ
- ハレのちあした